# Tammiku (Kose)
Tammiku (Duits: Tammik) is een plaats in de Estlandse gemeente Kose, provincie Harjumaa. De plaats heeft de status van dorp (Estisch: küla).

## Bevolking
Het dorp had 49 inwoners op 31 december 2011 en 48 inwoners op 31 december 2021.

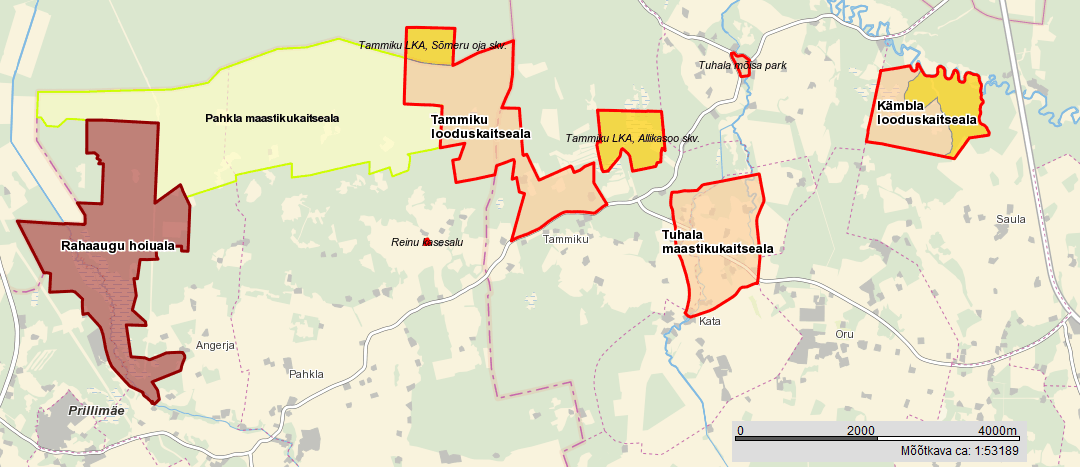
Natuurgebieden in de omgeving van Tammiku

## Ligging
De plaats ligt tegen de grens van de provincies Harjumaa en Raplamaa aan. De rivier Tuhala stroomt door het dorp. Ten noordwesten van het dorp ligt het natuurreservaat Tammiku looduskaitseala.

## Geschiedenis
Tammiku werd in 1637 voor het eerst genoemd onder de naam Tammick als Hoflage, een niet-zelfstandig landgoed, onder het landgoed Toal (Tuhala). In 1782 werd het een zelfstandig landgoed Tammick. Vanaf 1818 viel het onder de familie von Fersen. Richard von Fersen was de laatste eigenaar voor het landgoed in 1919 door het onafhankelijk geworden Estland werd onteigend.
Het landhuis van het landgoed werd gebouwd op het eind van de 18e eeuw. Tijdens de Revolutie van 1905 zetten opstandelingen het gebouw in brand. Daarna werd het herbouwd, maar door verwaarlozing in de tijd van de Estische Socialistische Sovjetrepubliek verviel het tot een ruïne.
Na 1920 had het dorp bij het landhuis de status van nederzetting. In 1977 kreeg het officieel de status van dorp en werd het buurdorp Nõmme bij Tammiku gevoegd.